# Godiva
Godiva, někdy také Godgifu (anglicky „the gift of God“, dar boží) (asi 980–1067) byla anglosaská šlechtična, manželka hraběte Leofrika z Mercie. Podle legendy osvobodila město Coventry v Anglii od veliké, manželem mu uložené pokuty tím, že vyplnila manželovu podmínku a nahá, jen svými krásnými vlasy zahalená, projela na koni ulicemi města Coventry. Manželovou podmínkou přitom bylo, že občané zůstanou zavřeni uvnitř svých domů a nepohlédnou na ni. Následujícího rána svou famózní jízdu uskutečnila a občané Coventry skutečně zůstali uvnitř za zavřenými okenicemi a ušetřili její důstojnost pocitu hanby. Lord Leofrik dodržel své slovo a snížil vděčným lidem daně. Později byla legenda rozšířena o postavu zvanou „Peeping Tom“ (volně přeloženo jako Všetečný Tom), jenž se jako jediný na Godivu podíval, načež oslepl.

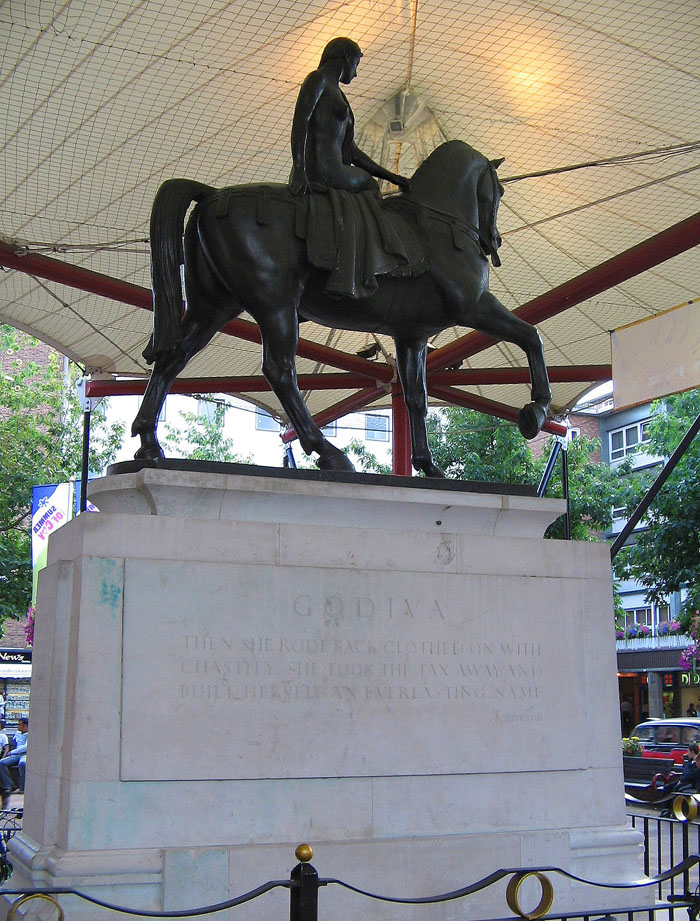
Socha Lady Godivy v centru Coventry